# Liberty City
Liberty City é um bairro localizado na cidade de Miami, Flórida nos Estados Unidos.